# レクラム出版社

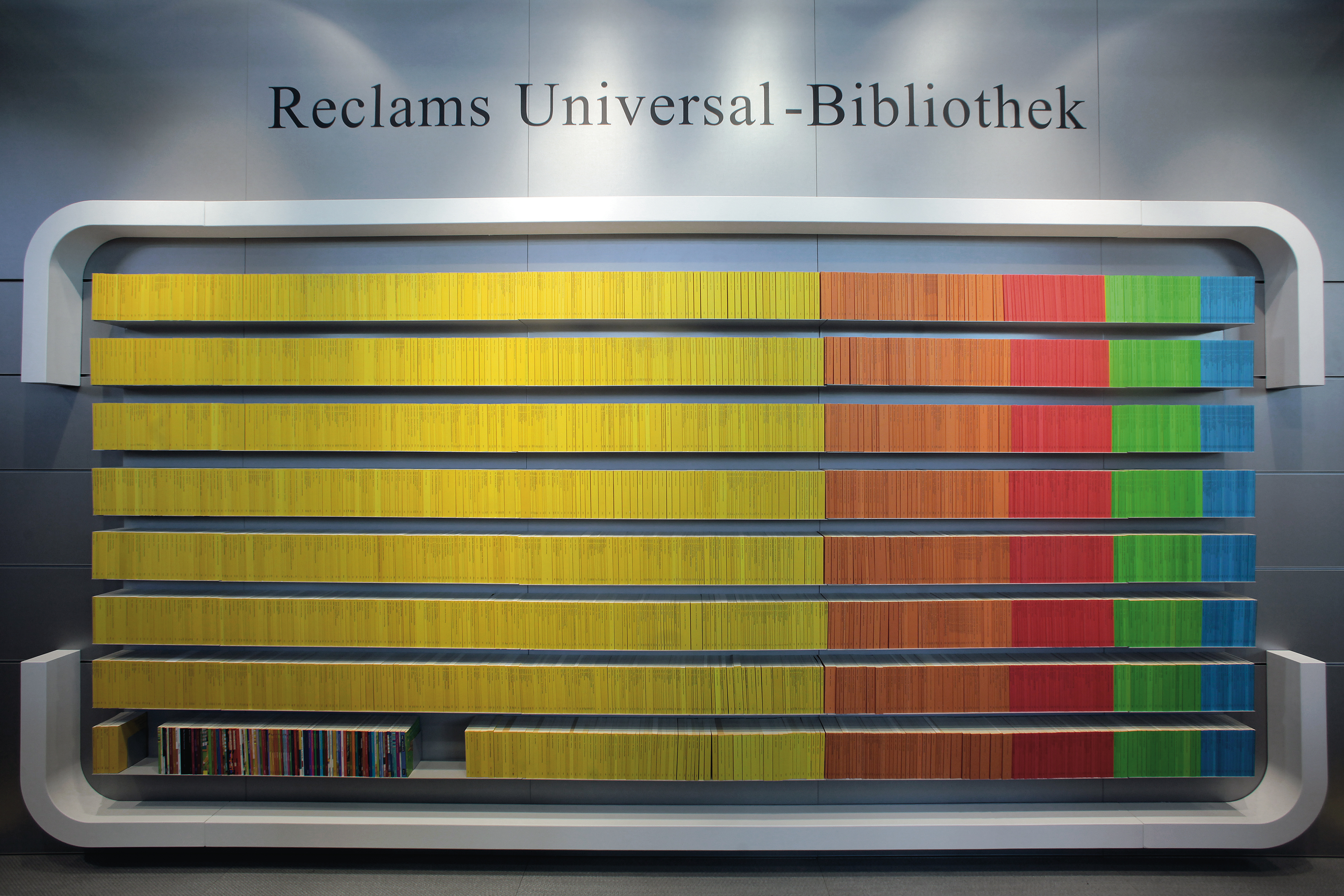
ウニヴェルザール・ビブリオテーク

レクラム出版社（Reclam-Verlag）は、ドイツの出版社。ドイツ語の文庫本で著名なレクラム文庫（世界叢書、ドイツ語: Universal-Bibliothek）の出版元として知られる。1828年創業。

## 歴史

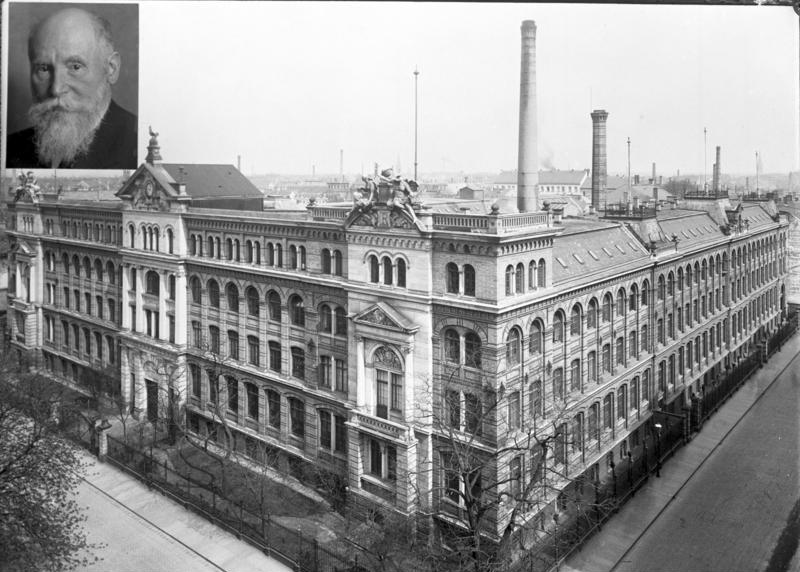
ライプツィヒの本社（1928年）。戦後は本社は西ドイツのシュトゥットガルトへ、さらに近郊のディッツィンゲンに移っている

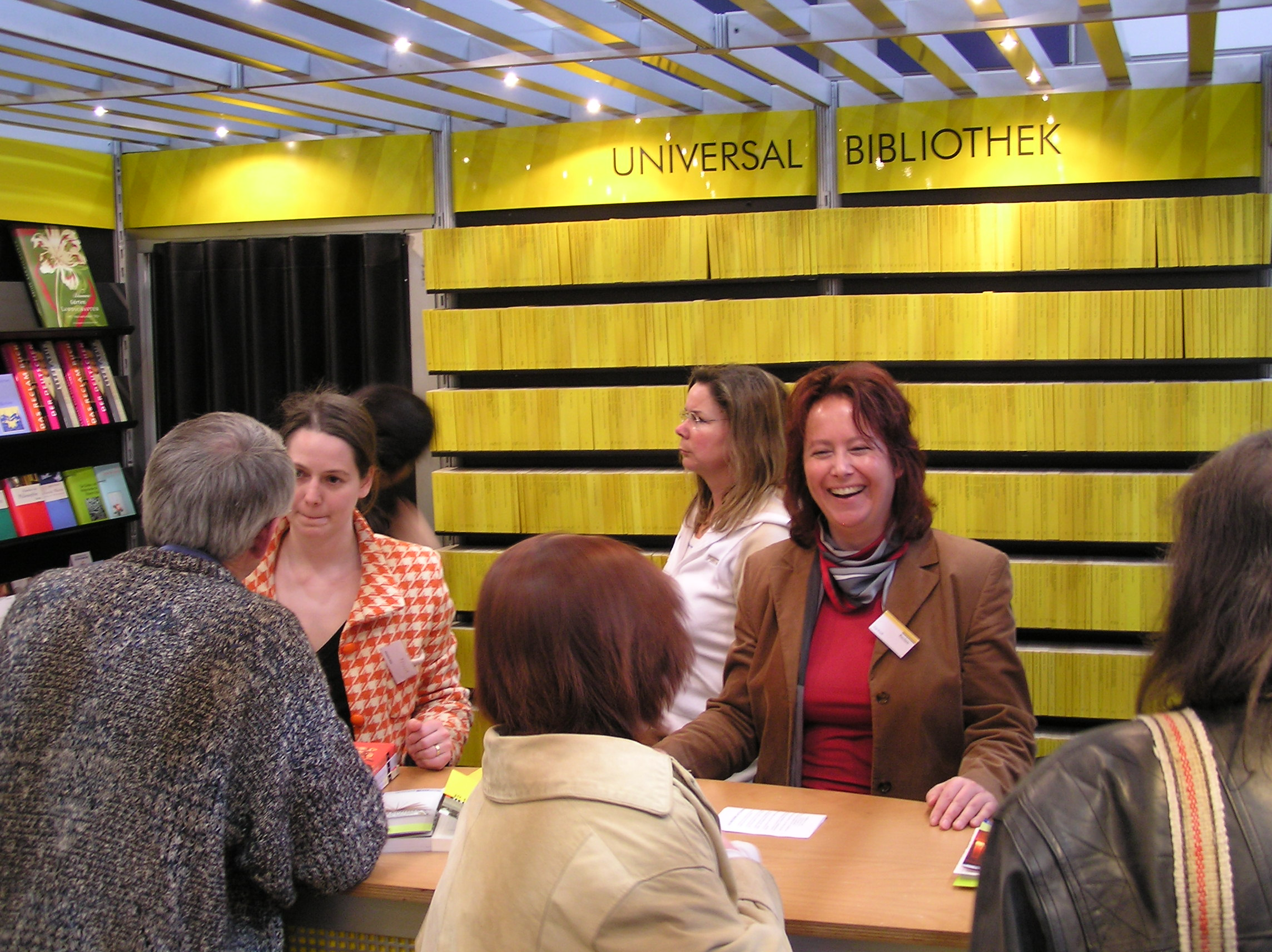
ライプツィヒ・ブックフェアでのレクラムのブース。黄色い背表紙の文庫が並ぶ

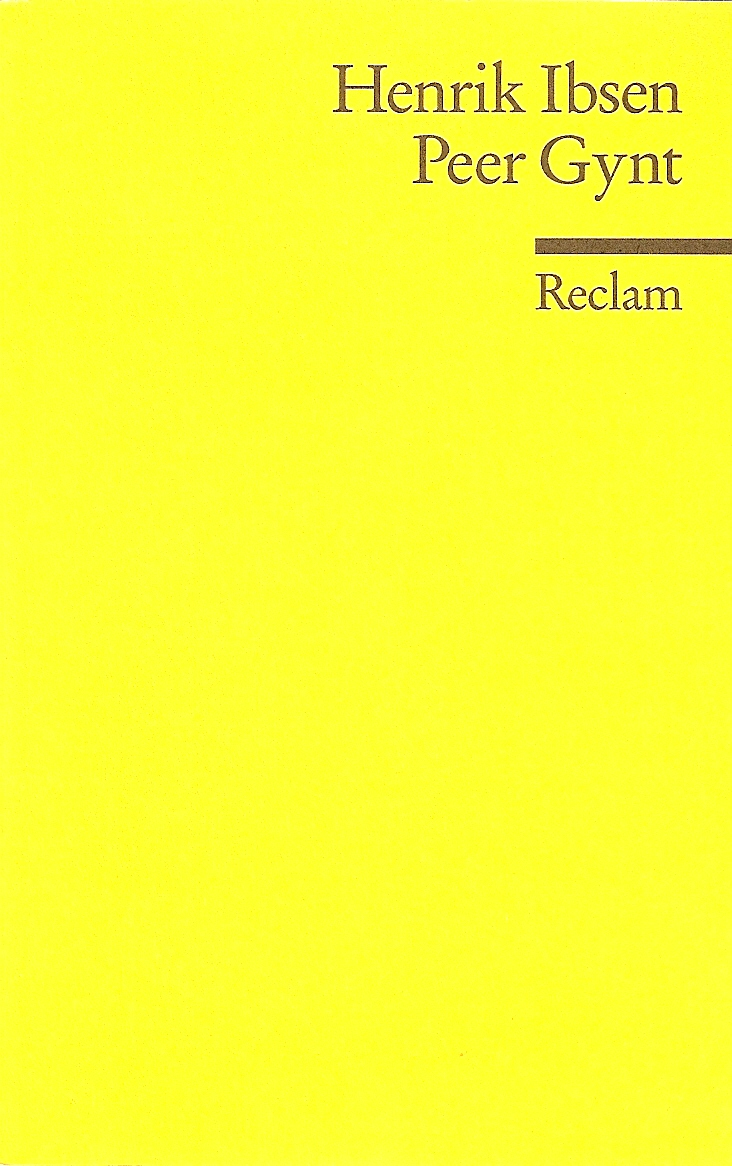
レクラム文庫の表紙。『ペール・ギュント』、ヘンリック・イプセン著

レクラム文庫は、貸し本業者のアントン・フィリップ・レクラム（Anton Philipp Reclam）によって、21歳のときに1828年にライプツィヒで図書館や文学博物館や印刷業などもかねて創業された。出版社は Philipp Reclam junと名付けた。二度の世界大戦で打撃を受けたが、現在は約3,500タイトルの「レクラム文庫」のほか、レクラム出版社では他に、広範なジャンルのハードカバーによる専門書、またCD-ROMなど電子メディアなどによる本も刊行している。

## レクラム文庫
1867年創刊。創刊から現在に至るまで文芸・哲学・自然科学・社会科学など広範なジャンルの本を廉価で人々に提供しており、その活動はドイツ語圏の人々の知識向上・教育の拠りどころのひとつになっている。そして、遠く離れた日本などでも、ドイツ語圏の文化に触れるためには欠かせないほどのよく知られた存在となっている。また、このレクラム文庫は日本における文庫本の発祥ともいえる岩波文庫のモデルとなった。
現在のウニヴェルザール・ビブリオテークと呼ばれている黄色いカバーの文庫本の出版元としても知られるレクラム出版社であるが、創業当時、ドイツでは図書に関する著作権が決まっておらず、廉価な価格で本を出版することができなかった。しかし、1867年にドイツの国会で著作権の保護期間を著者の死後30年とする法律が決まり、レクラムも自由な出版ができるようになった。
記念すべき第1号はゲーテの『ファウスト』であった。他同時発刊としてゴットホルト・エフライム・レッシングの『賢者ナータン』、外国物であるウィリアム・シェイクスピアの『ロミオとジュリエット』、他の作品が登場した。作品のジャンルも、文学・哲学・オペラ・古典など多岐にわたり、月に10冊というハイペースで刊行。この文庫本の普及により廉価で人々に本が行き渡るようになり、ドイツ語圏の人々の知識向上に貢献した。また、学者や文人からも熱烈な歓迎を受けた。
その後も刊行を続け、1959年には1,000巻を数え、2017年現在では約3,500タイトルが出荷可能である。